# Osterley
Pour la station de métro, voir Osterley (métro de Londres).

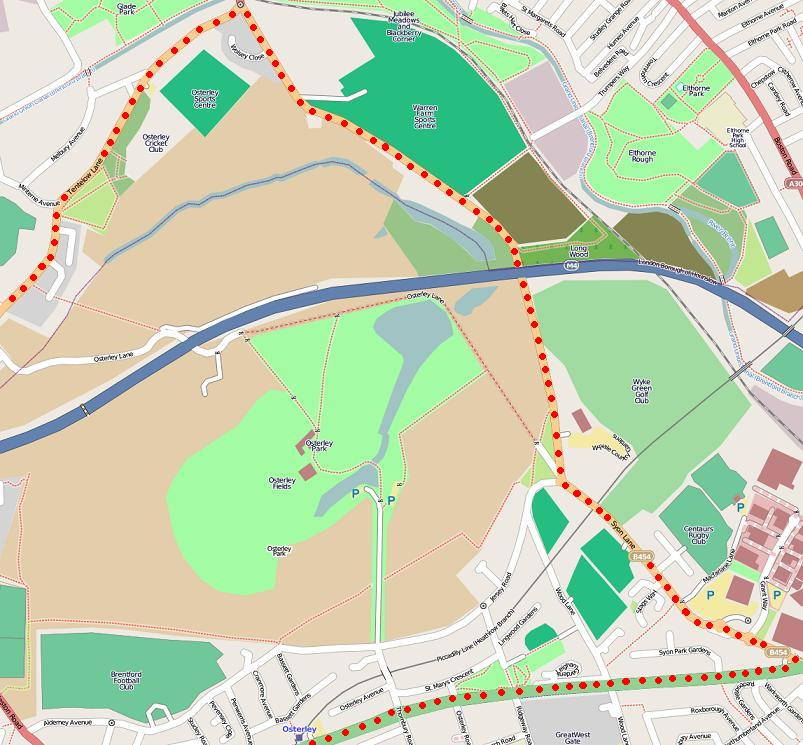
Plan d'Osterley

Osterley est une division du borough londonien de Hounslow, dans l'ouest du Grand Londres. S'y trouve notamment le domaine d'Osterley Park.

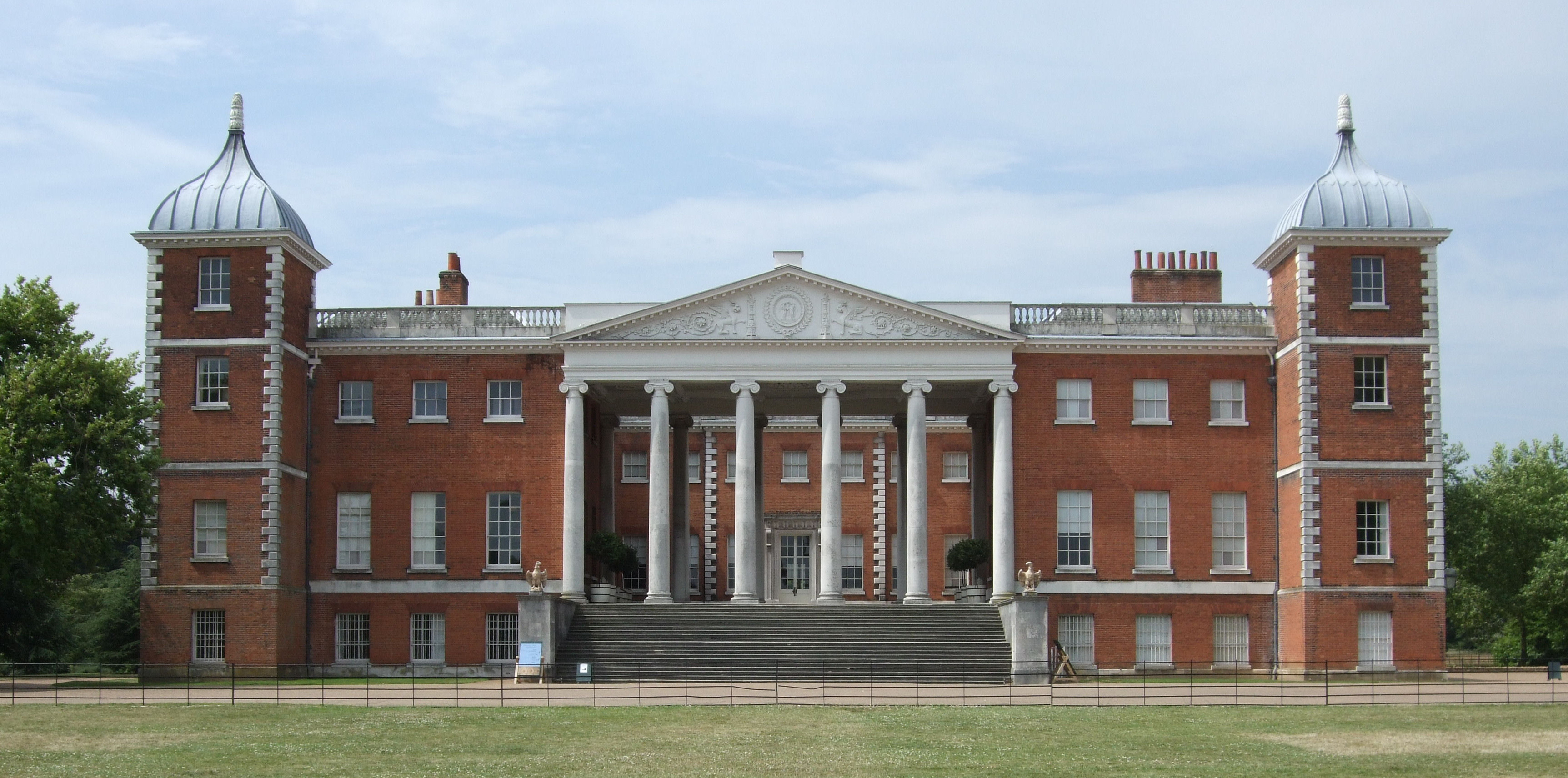
Osterley Park House.

Dans le parc se trouve Osterley Park House. La maison originelle fut bâtie pour le financier Thomas Gresham en 1576. Il y possédait aussi, dans les environs, Boston Manor House. Son entretien fut progressivement négligé et en 1761 elle devint la propriété du banquier Francis Child, qui commença la construction du bâtiment actuel. L'architecte principal en était Robert Adam. Après la mort de Francis en 1763, son frère Robert Child fit terminer le chantier, de ce qui est un exemple typique de l'architecture du XVIIIe siècle.
Par héritages successifs, la maison devint la propriété des comtes de Jersey vers 1800. Pendant la Seconde Guerre mondiale, le parc fut la première place utilisée par le Home Guard pour son entraînement. Les comtes de Jersey continuèrent à habiter à Osterley Park House jusqu'en 1949, quand elle fut vendue au National Trust, qui en fit un musée.
Osterley est desservie par la station de métro du même nom sur la Piccadilly line.